# Herb Szlichtyngowej
Herb Szlichtyngowej – jeden z symboli miasta Szlichtyngowa i gminy Szlichtyngowa w postaci herbu.

## Wygląd i symbolika
Herb przedstawia parę rogów jelenia na czerwonej tarczy herbowej.
Herb nawiązuje do godła rodowego rodziny Szlichtyngów – uchodźców protestanckich ze Śląska, której członkiem był Jan Jerzy Szlichtyng – założyciel miasta.